# 司舞星
司舞星（81 Terpsichore）是第81颗被人类发现的小行星，于1864年9月30日发现。司舞星的直径为119.1千米，质量为1.8×1018千克，公转周期为1761.647天。
以希臘神話的繆斯忒耳普西科瑞命名。